# 藤木TDC
藤木 TDC（ふじき ティーディーシー、本名：藤木 直〈ふじき ただし〉、1962年 - ）は、日本のフリーライター。初期は「藤木ただし」「藤木タダシ」名義も使用。

## 来歴
秋田県出身。1981年4月に上京。1985年にレンタルビデオ店の店員をしながら、アダルトビデオブームによる創刊ラッシュのアダルトビデオ専門誌で雑誌ライターとしてデビュー。エロメディアの評論家となり、『噂の眞相』誌では12年間にわたって「アダルトビデオ構造主義」「新性紀猥物史観」を連載した。その後はジャンルの幅を広げて、一般記事も手がけるフリーライターとなる。AVや風俗、昭和芸能史や日本映画、東京の繁華街に関する執筆を行っている。

## 著書

### 単著
- 『醜聞聖書 The bible of scandal』（洋泉社、1998年）
- 『アダルトメディア・ランダムノート』（ミリオン出版、2004年）
- 『アダルトビデオ革命史』（幻冬舎新書、2009年）
- 『場末の酒場、ひとり飲み』（ちくま新書、2010年）
- 『アダルトビデオ最尖端〜身体と性欲の革命史〜』（コアマガジン、2011年） のち『ニッポンAV最尖端 欲望が生むクールジャパン』として文春文庫
- 『陰謀馬券の正体』（宝島SUGOI文庫、2011年）
- 『昭和酒場を歩く―東京盛り場今昔探訪』（自由国民社、2012年）
- 『昭和遺産探訪』（宝島社、2012年）
- 『東京戦後地図 ヤミ市跡を歩く』（実業之日本社、2016年）
- 『メディアはなぜ沈黙したのか　報道から読み解くジャニー喜多川事件』(イースト・プレス、2024年）
- 『はじめて行く公営ギャンブル』（ちくま新書、2024年、ISBN 978-4-480-07593-2）

### 共著
- 『別冊宝島 一億人のAV』（宝島社、1994年）
- 『別冊宝島 性メディアの50年』（宝島社、1995年）
- 『別冊宝島 芸能界スキャンダル読本』（宝島社、1997年）
- 『特集アスペクト 20世紀のアダルトビデオ』（アスペクト、1998年）
- 『東京裏路地〈懐〉食紀行 まぼろし闇市をゆく』（ブラボー川上との共著、ミリオン出版、2002年、後にちくま文庫）
- 『続東京裏路地〈懐〉食紀行 まぼろし闇市へ、ふたたび』（ブラボー川上との共著、ミリオン出版、2008年）
- 『昭和幻景 消えゆく記憶の街角』（イシワタフミアキ写真、ミリオン出版、2009年）
- 『日活不良監督伝 だんびら一代 藤浦敦』（藤浦敦著, 藤木TDC〈構成〉、洋泉社、2016年）
- 『東京ディープツアー 2020年、消える街角』（黒沢永紀編著、毎日新聞出版、2016年）
- 『消えゆく横丁: 平成酒場始末記』 (山崎三郎 (編集),イシワタフミアキ写真、藤木TDC著　筑摩書房（ちくま文庫)  2019年）

### 漫画原作
- 『辺境酒場ぶらり飲み』（作画：和泉晴紀、リイド社〈リイドカフェ〉、2017年）ISBN 4845851202

## 出演
- ニュース探究ラジオ Dig（2010年4月 - 2013年3月、TBSラジオ）※水曜パーソナリティー（2010年4月 - 2011年9月）、木曜パーソナリティー（2011年10月 - 2012年10月）、金曜パーソナリティー（2012年11月 - 2013年3月）
- VHSテープを巻き戻せ!（2013年、米国のドキュメンタリー映画）